# Osmond
Osmond – miasto w Stanach Zjednoczonych, w stanie Nebraska, w hrabstwie Pierce.